# Glipa curtopyga
Glipa curtopyga es una especie de coleóptero de la familia Mordellidae.

## Distribución geográfica
Habita en Yunnan (China).